# 紹爾加斯特河
50°6′3.79″N 11°40′45.32″E / 50.1010528°N 11.6792556°E

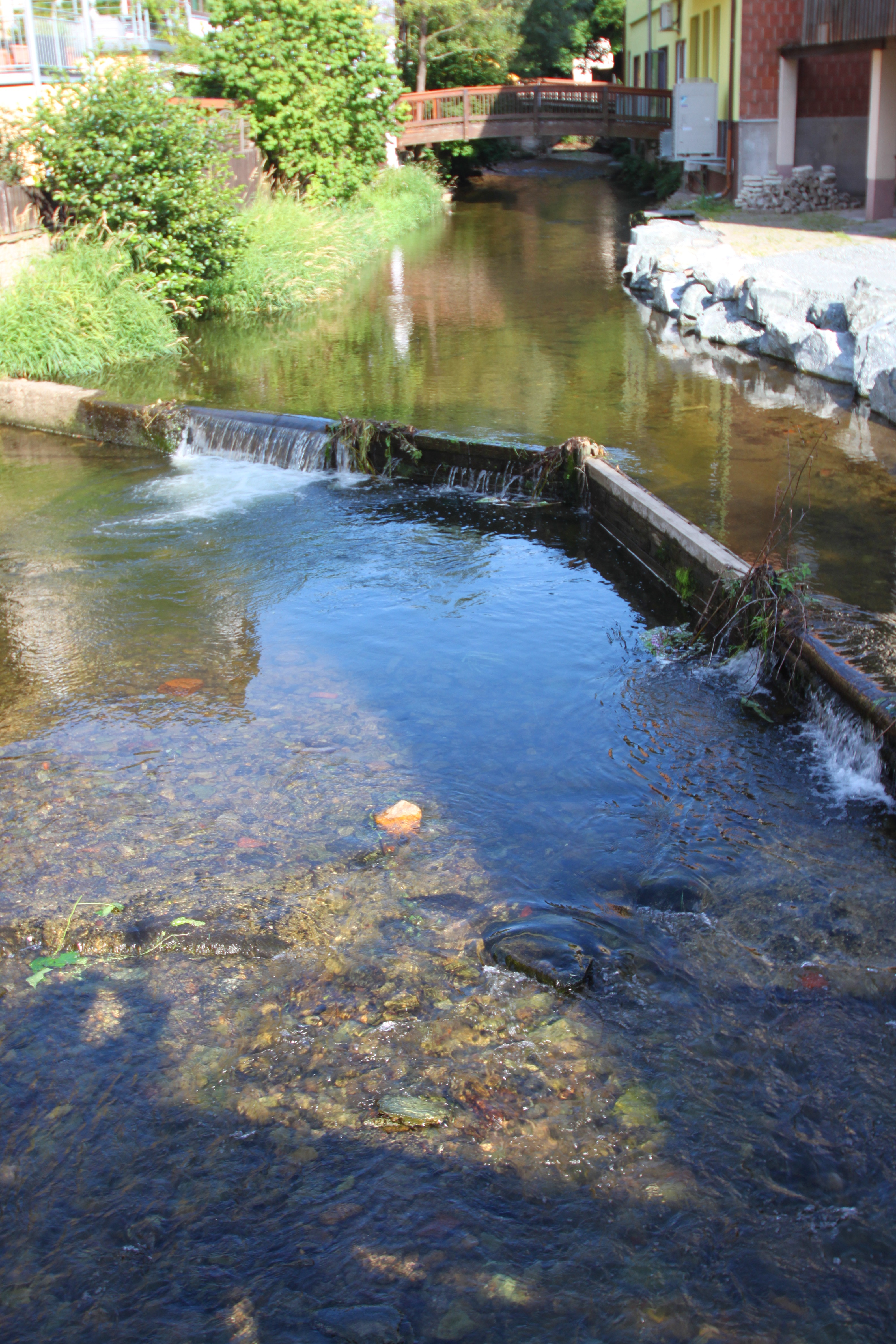

紹爾加斯特河（德語：Schorgast），是德國的河流，位於該國東南部，由巴伐利亞負責管轄，屬於白美因河的右支流，河道全長19.5公里，流域面積248平方公里，發源自馬克特紹爾加斯特，河口處在克德尼茨附近。